# Margina (Timiș)

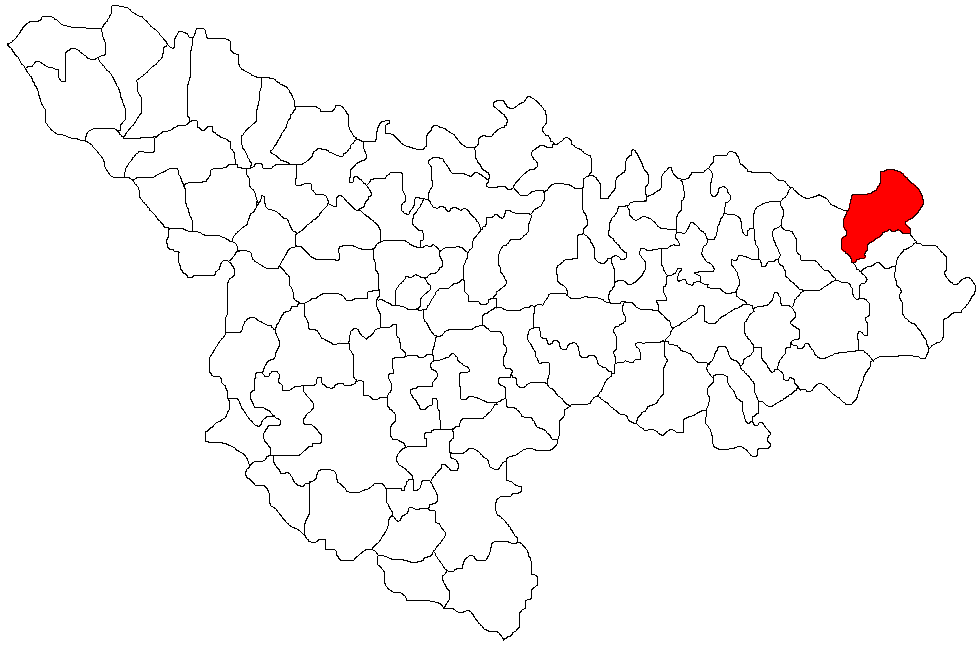
Lage der Gemeinde Margina im Kreis Timiș

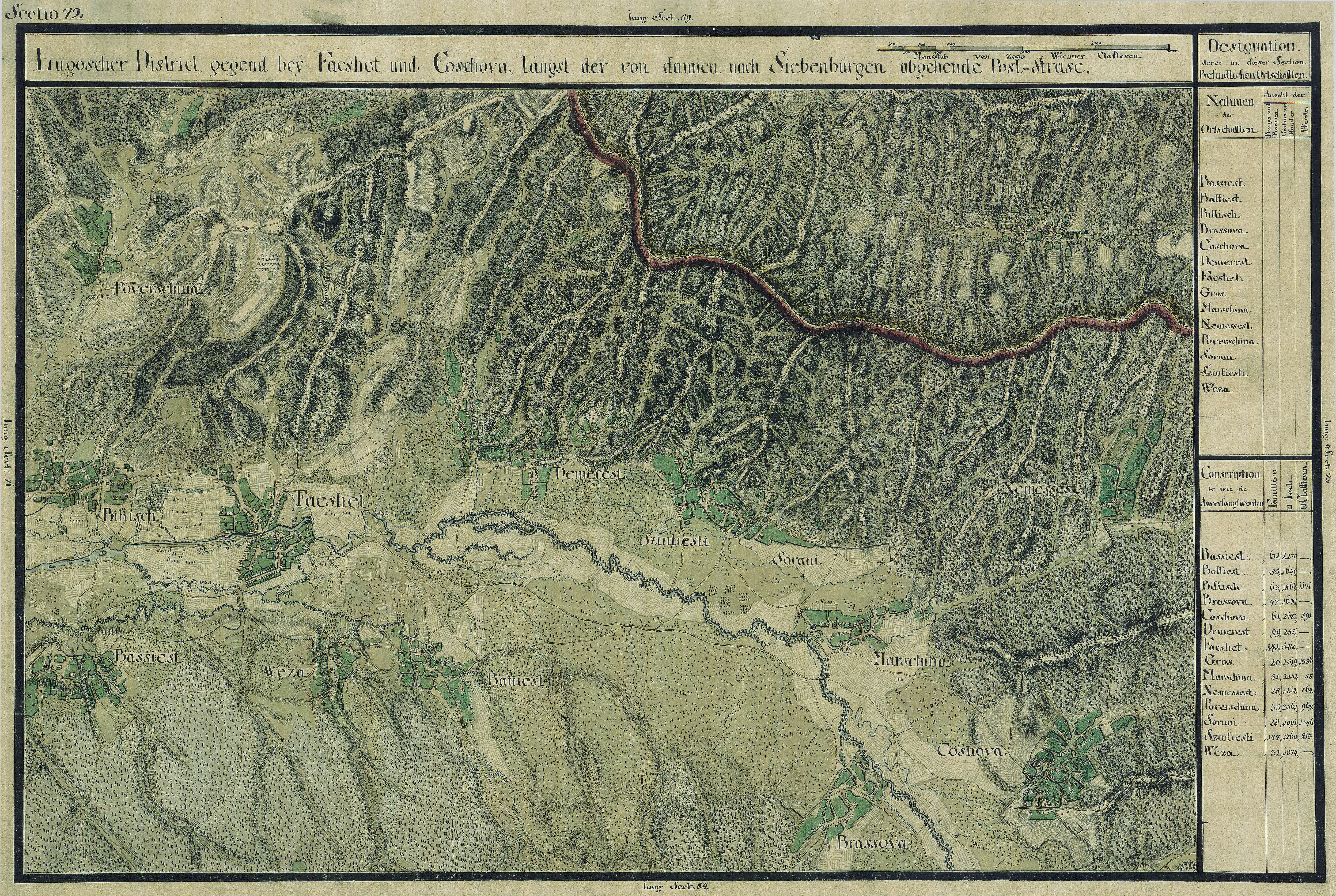
Margina auf der Josephinischen Landaufnahme (1769–1772)

Margina (deutsch Marschina, ungarisch Marzsina) ist eine Gemeinde im Kreis Timiș, in der Region Banat, im Südwesten Rumäniens. Zur Gemeinde Margina gehören auch die Dörfer Breazova, Bulza, Coșevița, Coșteiu de Sus, Groși, Nemeșești, Sintești und Zorani.

## Geografische Lage
Margina liegt im Osten des Kreises Timiș, an der Nationalstraße DN68A, in 8 Kilometer Entfernung von Făget, 40 Kilometer von Lugoj, 100 Kilometer von der Kreishauptstadt Timișoara und 62 Kilometer von Deva. Margina befindet sich am Fluss Bega und an der Eisenbahnstrecke Lugoj–Ilia–Deva.

## Nachbarorte
| Sintești | Zorani                                      | Nemeșești |
| Făget    | Kompassrose, die auf Nachbargemeinden zeigt | Coșevița  |
| Bătești  | Breazova                                    | Coșava    |

## Geschichte
Margina wurde 1365 erstmals urkundlich erwähnt. Im Mittelalter gehörte der Ort abwechselnd zu den Distrikten Timiș und Hunedoara. 1439 gab es hier eine Burg, die 1551 von János Török zerstört, aber 1554 wieder aufgebaut wurde. 1658 fiel Margina an die Osmanen.
Zur Zeit der Josephinischen Landaufnahme von 1717, hieß der Ort Marschina. Nach dem Frieden von Passarowitz (1718), als das Banat eine Habsburger Krondomäne wurde, war Margina Teil des Temescher Banats. Während der Habsburger Kolonisation wurden hier Deutsche und Ungarn angesiedelt, als Beamte und als Arbeiter der Essigfabrik.
Am 4. Juni 1920 wurde das Banat infolge des Vertrags von Trianon dreigeteilt. Der größte, östliche Teil, zu dem auch Margina gehört, fiel an das Königreich Rumänien.
In der Zwischenkriegszeit waren die Essig- und Holzindustrie bedeutende Wirtschaftsfaktoren. Nach der Revolution von 1989 brach die Industrie zusammen, was zu einer Abwanderung in die Großstädte des Banats und ins Ausland zur Folge hatte.

## Demografie
Die Bevölkerungsentwicklung der Gemeinde Margina:
| 1880 | 4045 | 4015 | 12  | 13 | 5                 |
| 1910 | 4305 | 4115 | 102 | 57 | 31                |
| 1930 | 4240 | 3936 | 132 | 75 | 97                |
| 1977 | 2987 | 2904 | 44  | 27 | 12                |
| 2002 | 2356 | 2188 | 35  | 7  | 126               |
| 2021 | 2074 | 1837 | 20  | 2  | 215 (41 Ukrainer) |

## Bilder

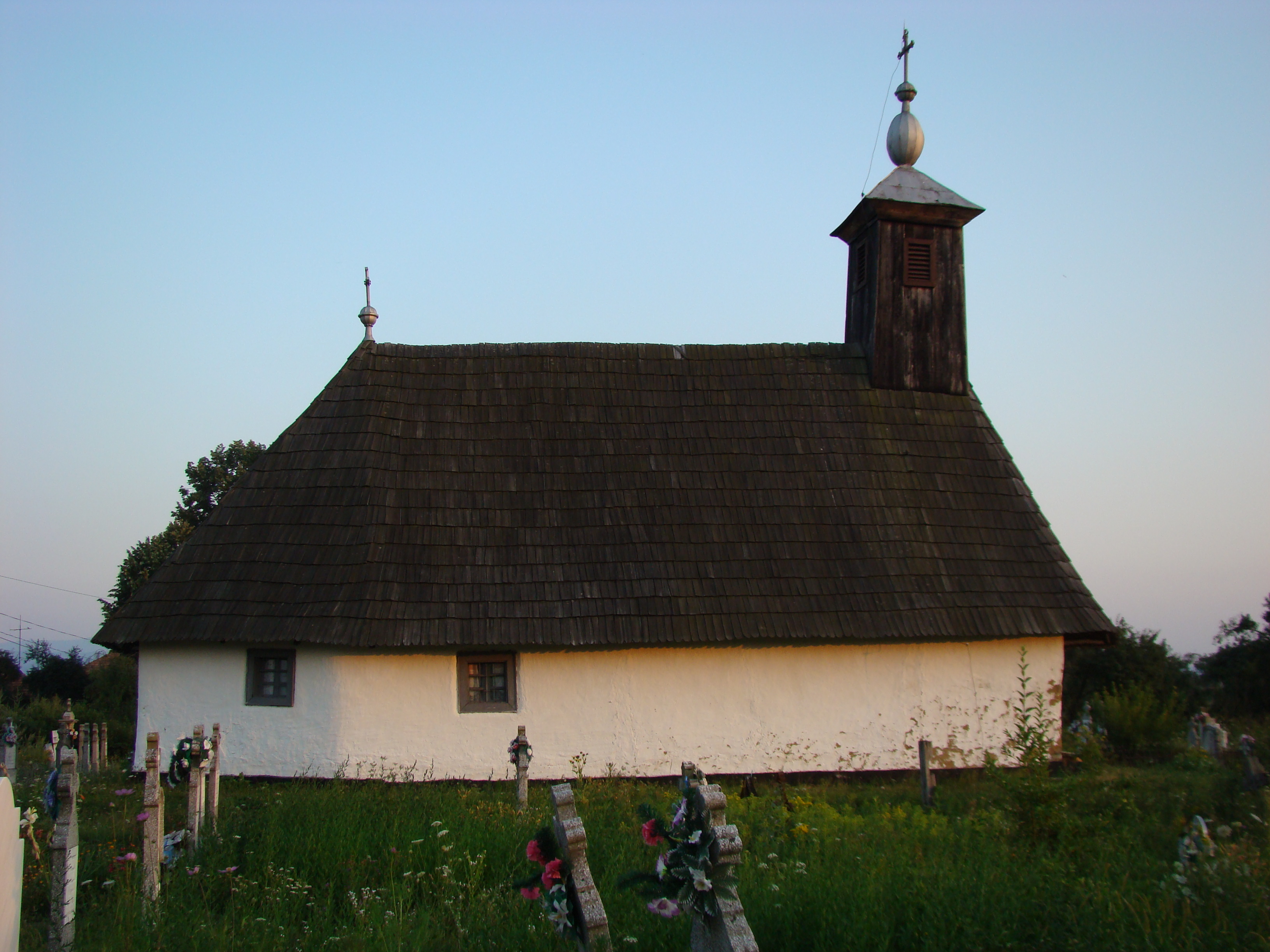
Orthodoxe Holzkirche von Margina
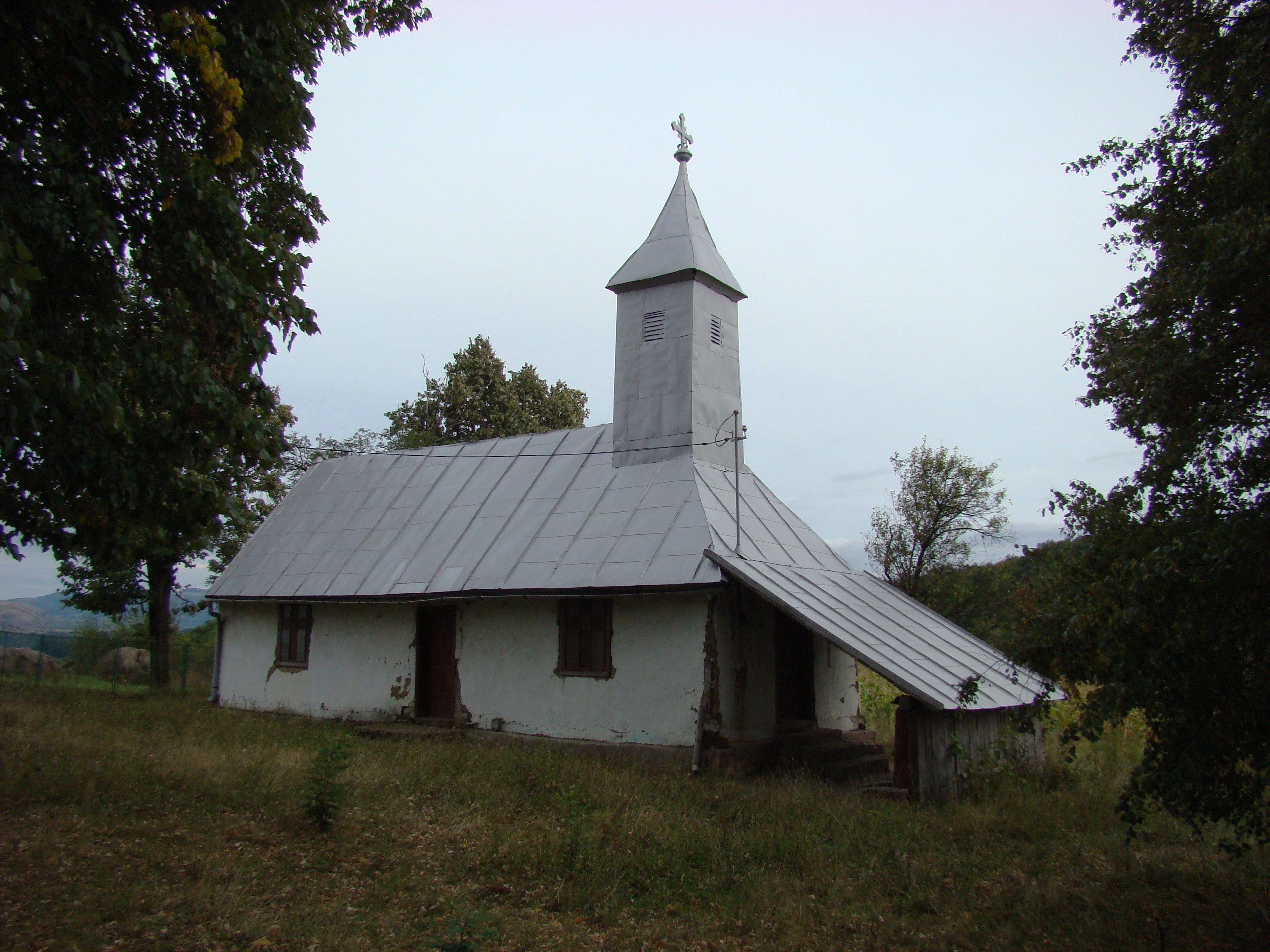
Holzkirche in Coșevița
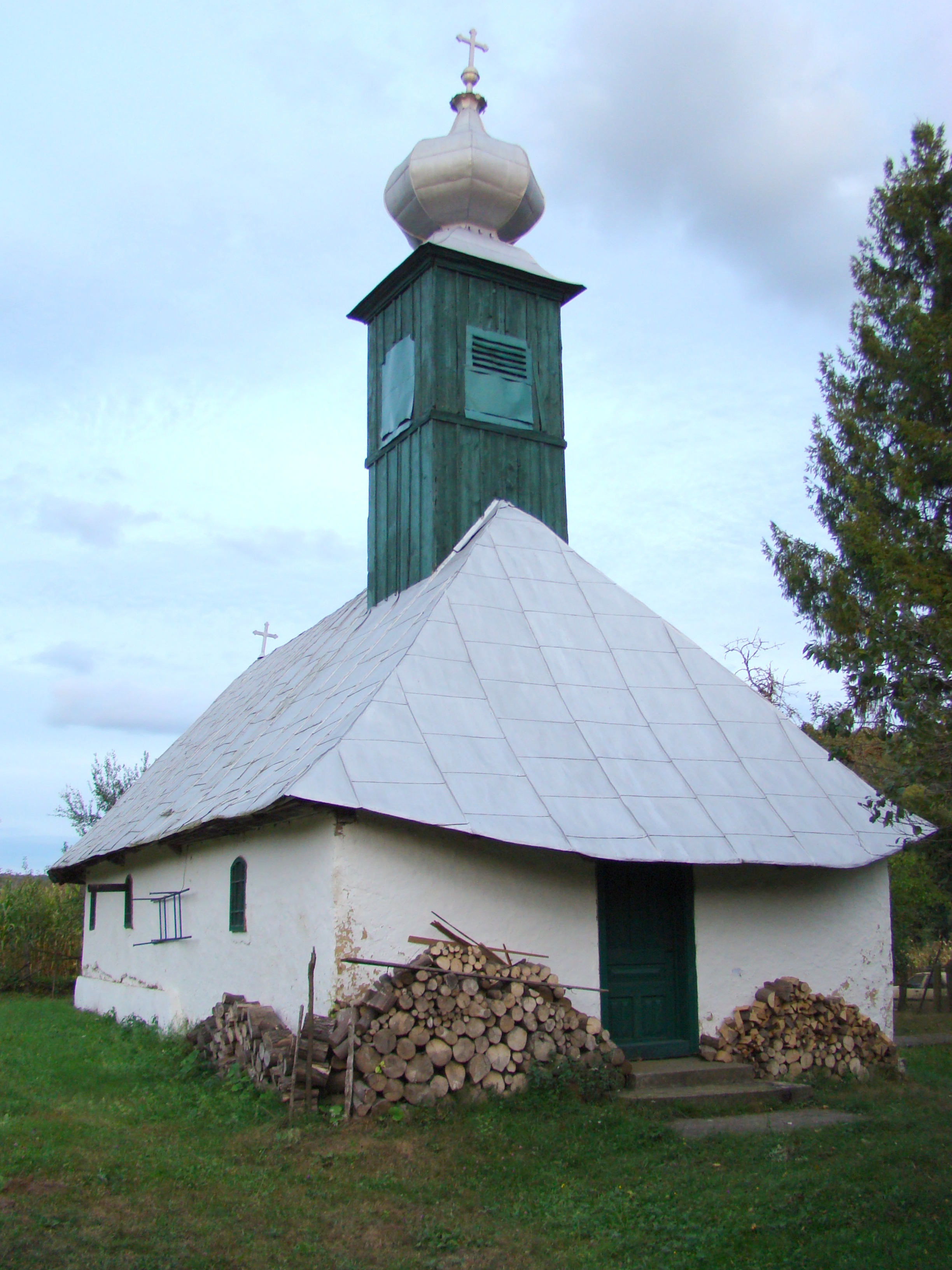
Holzkirche in Groși
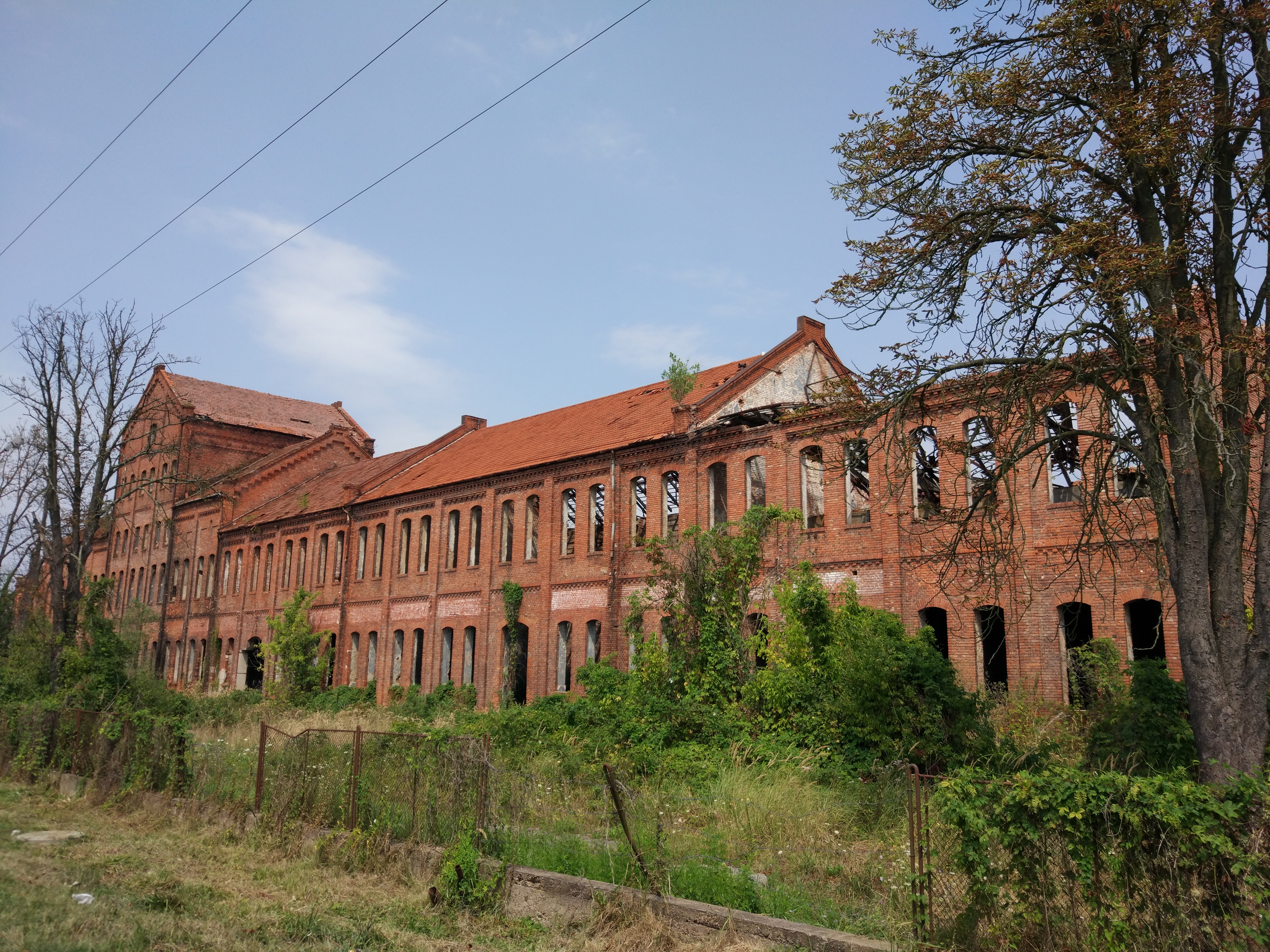
Ruine der Essigfabrik
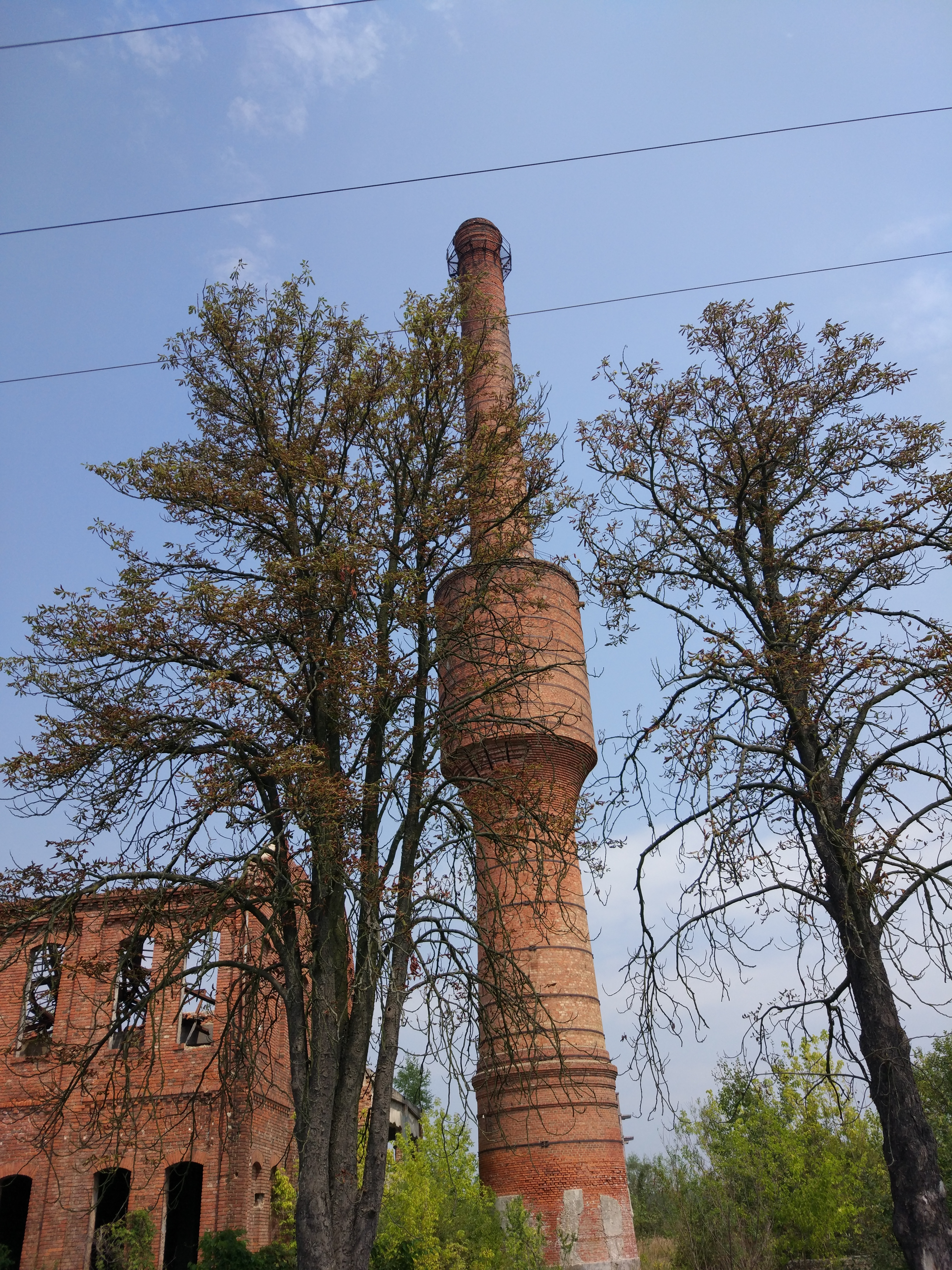
Schornstein der ehemaligen Essigfabrik